# Barylypa fulvescens
Barylypa fulvescens är en stekelart som först beskrevs av Cresson 1865.  Barylypa fulvescens ingår i släktet Barylypa och familjen brokparasitsteklar. Inga underarter finns listade.